# Junichi Inamoto
Junichi Inamoto (稲本 潤一, Inamoto Junichi, Kagoshima, 18 september 1979) is een Japans voetballer die als middenvelder speelt bij SC Sagamihara.

## Carrière
Inamoto begon zijn carrière bij de Japanse club Gamba Osaka gedurende zijn laatste jaar aan de hogeschool.
Na vijf jaar voetbal bij deze club werd hij uitgeleend aan Arsenal. Een ondermaats jaar volgde bij deze club, waarna hij naar Fulham vertrok waar hij twee jaar speelde en in 41 wedstrijden vier keer had kunnen scoren voor deze club. Inamoto was een van de duurste Aziatische spelers die naar Europa vertrok en wordt daarom in Japan weleens "Samuray" genoemd.
Vervolgens speelde Inamoto voor Cardiff City. Daar voetbalde hij veel sterker en met oog voor spectaculaire doelpunten, totdat hij zijn scheenbeen blesseerde in een vriendschappelijke partij tegen Engeland. Hierdoor moest hij terug naar Gamba Osaka, waar hij vooral promotioneel werk deed. Fulham toonde opnieuw interesse, maar maakte zich zorgen over zijn blessure.
Uiteindelijk transfereerde hij naar West Bromwich Albion, voor het relatief lage bedrag van £ 200.000, dat alleen betaald moest worden wanneer hij ook effectief op het veld verscheen. Doordat Gary Megson vertrok als manager en plaatsmaakte voor Bryan Robson, raakte Inamoto op een zijspoor - hij zou de nieuwe manager nooit kunnen overtuigen.
In augustus 2006 werd hij overgenomen door Galatasaray voor een bedrag van € 300.000. Zo was Inamoto de eerste Japanner in de Turkse Süper Lig en kreeg hij de kans om in de Champions League te spelen. In 2007 verkaste hij naar Eintracht Frankfurt, waar hij in twee jaar tijd tot 43 competitiematchen kwam. In 2009 vertrok hij naar Stade Rennes maar na amper 5 optredens voor die club ging hij in januari 2010 in eigen land voor Kawasaki Frontale spelen.

## Statistieken

### Clubs
| Club                | Seizoen | League | League | Bekers | Bekers | UEFA  | UEFA  | Totaal | Totaal |
| Club                | Seizoen | Duels  | Goals  | Duels  | Goals  | Duels | Goals | Duels  | Goals  |
| ------------------- | ------- | ------ | ------ | ------ | ------ | ----- | ----- | ------ | ------ |
| Arsenal             | 2001-02 | -      | -      | 2      | -      | 2     | -     | 4      | -      |
| Fulham              | 2002-03 | 19     | 2      | 4      | -      | 6     | 4     | 29     | 6      |
| Fulham              | 2003-04 | 22     | 2      | 3      | 1      | -     | -     | 25     | 3      |
| WBA                 | 2004-05 | 3      | -      | -      | -      | -     | -     | 3      | -      |
| Cardiff City        | 2004-05 | 14     | -      | 2      | -      | -     | -     | 16     | -      |
| WBA                 | 2005-06 | 22     | -      | 4      | 1      | -     | -     | 26     | 1      |
| WBA                 | 2006-07 | 3      | -      | -      | -      | -     | -     | 3      | -      |
| Galatasaray         | 2006-07 | 25     | -      | 2      | -      | 5     | 1     | 32     | 1      |
| Eintracht Frankfurt | 2007-08 | 24     | -      | 2      | -      | -     | -     | 26     | -      |
| Eintracht Frankfurt | 2008-09 | 19     | -      | 1      | -      | -     | -     | 20     | -      |
| Stade Rennes        | 2009-10 | 5      | -      | -      | -      | -     | -     | -      | -      |
| Totalen             | Totalen |        |        |        |        |       |       | 164    | 11     |

### Interlands
| Japans vrouwenvoetbalelftal | Japans vrouwenvoetbalelftal | Japans vrouwenvoetbalelftal |
| Jaar                        | Wed.                        | Dlp.                        |
| --------------------------- | --------------------------- | --------------------------- |
| 2000                        | 14                          | 0                           |
| 2001                        | 11                          | 1                           |
| 2002                        | 11                          | 2                           |
| 2003                        | 10                          | 1                           |
| 2004                        | 6                           | 0                           |
| 2005                        | 10                          | 0                           |
| 2006                        | 4                           | 0                           |
| 2007                        | 3                           | 0                           |
| 2008                        | 2                           | 0                           |
| 2009                        | 4                           | 1                           |
| 2010                        | 8                           | 0                           |
| Totaal                      | 82                          | 5                           |

### Interlandgoals
| #  | Datum         | Plaats          | Tegenstander | Score | Resultaat  | Competitie                   |
| -- | ------------- | --------------- | ------------ | ----- | ---------- | ---------------------------- |
| 1. | 4 juli 2001   | Ōita, Japan     | Joegoslavië  | 1-0   | Winst      | Vriendschappelijk            |
| 2. | 4 juni 2002   | Saitama, Japan  | België       | 2-2   | Gelijkspel | Wereldbeker: groepswedstrijd |
| 3. | 9 juni 2002   | Yokohama, Japan | Rusland      | 1-0   | Winst      | Wereldbeker: groepswedstrijd |
| 4. | 28 maart 2003 | Tokio, Japan    | Uruguay      | 2-2   | Gelijkspel | Vriendschappelijk            |

## Nationaal team
- 2000 AFC Asian Cup (kampioen)
- 2001 Confederations Cup
- 2002 Wereldbeker
- 2003 Confederations Cup
- 2005 Confederations Cup
- 2006 Wereldbeker